# Irene Sabatini
Irene Sabatini, née en 1967 dans le sud-ouest du Zimbabwe, est une auteure helvético-zimbabwéenne.

## Biographie
Née en 1967 à Hwange, elle grandit à Bulawayo, la deuxième ville du pays. Elle commence à écrire après ses études à l'université du Zimbabwe et à l'Institute of Education de Londres. Elle est ensuite professeur en Colombie pendant quatre ans. Après Bogota, elle se rend dans les Caraïbes, puis est de retour à Harare, où elle travaille en tant que rédactrice. Puis elle vit à Genève et se consacre à l'écriture à plein temps.
Son premier roman, The Boy Next Door, sort en 2009. Il raconte une histoire d'amour par-delà les communautés, au Zimbabwe, malgré les conflits raciaux dans ce pays qui vit encore avec l'héritage de l'apartheid. Il se situe dans les années 1980, pendant la période de crise qui a suivi l'indépendance. Il est nommé pour The Orange Award for New Writers, le prix Orange pour les nouveaux écrivains,. En 2014, un deuxième roman est publié, Peace and Conflict, se situant en Suisse et proposant le regard d'un jeune garçon sur les injustices et des dilemmes moraux du monde. Il évoque également le contexte difficile du Zimbabwe sous Robert Mugabe,.